# Metody interpretacji Biblii
Egzegeci chrześcijańscy, w największym stopniu protestanccy oraz katoliccy, w czasie swojej pracy korzystają z powszechnie przyjętych metod interpretacji.
Interpretacja Biblii, czyli egzegeza biblijna, to proces badania i wyjaśniania tekstów biblijnych w celu zrozumienia ich znaczenia oraz zastosowania we współczesnym kontekście. Różne tradycje chrześcijańskie oraz szkoły teologiczne wypracowały odmienne metody interpretacyjne, które mają na celu odkrycie głębszych sensów zawartych w Starym i Nowym Testamencie. Te metody obejmują zarówno podejścia dosłowne, jak i symboliczne, a także bardziej krytyczne analizy historyczne i literackie.

## Historia
Przełom wieków XIX i XX zaowocował gwałtownym rozwojem hermeneutyki, a więc teorii interpretacji tekstów, wśród której wyróżnić można heurystykę, noematykę oraz proforystykę. Samym wyjaśnianiem zajmowała się z kolei posługująca się analizą literacką egzegeza krytyczna, a także dogmatyczna i historyczna. Ostatnia z nich miała niebagatelny wpływ na rozwój w Niemczech szkół Formgeschichte (określającej nade wszystko „prehistorię” - a więc etap ustnego przekazywania treści biblijnych ksiąg, z Ewangeliami na czele), Traditionsgeschichte (badającej pierwotne formy literackie zawarte w przekazie ustnym) oraz Redaktionsgeschichte (uwagę poświęca procesom twórczym dokonywanym przez poszczególnych redaktorów spisujących tradycje ustne).
Powstanie tak licznych szkół i metod naukowych co do zasady nie napotkało oporu w kościołach protestanckich. Na gruncie katolickim wzbudziło jednak wątpliwości Magisterium co do ich użyteczności i słuszności w interpretowaniu Biblii.
Tematykę tę, z perspektywy katolickiej, podejmowały katolickie dokumenty kościelne, takie jak: encykliki Providentissimus Deus (papież Leon XIII, 1893), Divino afflante Spiritu (papież Pius XII, 1943), a wreszcie Konstytucja Dei Verbum (Sobór Watykański II, 1965) czy dokument Papieskiej Komisji Biblijnej Interpretacja Pisma Świętego w Kościele (1993).

## Metody interpretacji Biblii

### Metoda historyczno-krytyczna
Metoda ta swoje korzenie znajduje już w czasach antycznych oraz w renesansowej tendencji „powrotu do źródeł”. W XVII i XVIII w. zaczęto dostrzegać, że pewne kwestie, które wydawały się bezspornie rozstrzygnięte, jak chociażby Mojżeszowe autorstwo Pięcioksięgu, łatwo dają się zakwestionować, jeżeli tylko tekst biblijny poddany zostanie nieco bardziej szczegółowej analizie (dość podać tu sam fakt opisu śmierci Mojżesza, który rodzi pytanie, jak to możliwe, że mógł on zawrzeć o niej relację). Nie inaczej jest z kwestią autorstwa psalmów przypisywanych Dawidowi (Sobór Trydencki używał sformułowania Psałterz Dawidowy).
W wieku XIX, kiedy metoda krytyki tekstu została udoskonalona, starano się zaradzić nowo pojawiającym się problemom (wspomniana sprawa autorstwa Pięcioksięgu wyjaśniona została przez teorię czterech źródeł J. Wellhausena). W swojej historii metoda historyczno-krytyczna wzbudzała liczne kontrowersje, jako sposób lektury nadmiernie dezintegrujący teksty, pomijający konieczność traktowania Biblii jako całości.
Jednak wraz z biegiem czasu, metoda krytyki tekstu uległa przeobrażeniu w metodę krytyki literackiej, badającej źródła (w tym Sitz im Laben powstania tekstu) - Traditiongeschichte, formy i gatunki literackie oraz historię formowania się tychże (za szkołą Formgeschichte) i kompozycję tekstu wynikającą z warunków redakcji (cf. Redaktiongeschichte). Ostatecznie, metoda umożliwiła dotarcie do pierwotnego zamysłu autora, zarówno pod względem literackim jak i ideowym.
Współcześnie celem metody jest dotarcie do historycznych procesów powstawania tekstów, z uwzględnieniem ich targetu oraz kontekstu historyczno-kulturowego grupy docelowej. Metoda dąży także do wyklarowania sensu tekstu, odwołując się przy tym do obiektywnych metod naukowych. 
Standardowo badacz pracujący z wykorzystaniem omawianej metody w pierwszej kolejności dąży do ustalenia tekstu możliwie jak najbliższemu oryginałowi.
Dalsze etapy stanowią:
1) analiza morfologiczna,
2) analiza syntaktyczna,
3) analiza semantyczna (wymagająca gruntownej wiedzy z zakresu filologii języków starożytnych).
Dochodzi do podziału na pomniejsze jednostki tekstualne w celu ustalenia ich gatunku, Sitz im Laben autora oraz poszczególne etapy ewolucji (w tym etapie egzegeta korzysta z dorobku wspomnianych wcześniej niemieckich szkół). Wreszcie krytyka redakcji poprzez dociekanie, w jaki sposób i w jakich etapach tekst był formowany, stara się dotrzeć do intencji jego ostatecznego redaktora, która zdecydowała o takim w nie innym wariancie tekstu. Krytykę literacką badacz uzupełnia następnie o krytykę historyczną, aby wyraźniej ukazać wartość historyczną dzieła. Jest to nie tylko dopuszczalne, ale i wskazane, z racji na fakt, że pełne zrozumienie tekstu nierzadko wymaga szerokiego korzystania ze źródeł zewnętrznych w stosunku do Biblii (a więc także historii powszechnej).

### Analiza literacka
Z racji na to, że metoda historyczno-krytyczna, pomimo licznych walorów, nie sprawdza się w wyjaśnianiu wszystkich tekstów biblijnych bez wyjątku, egzegeza sięga także po inne, nowsze metody, stanowiące owoce badań lingwistów, filologów oraz literaturoznawców.

#### Analiza retoryczna
Analiza retoryczna opiera się na następujących założeniach:
1) każdy tekst biblijny stanowi jakąś formę przekonywania odbiorcy,
2) sztuka przekonywania poprzez kompozycję stosownych wywodów, to retoryka.
Metoda traktuje zatem autora tekstu poniekąd jako retora, tekst biblijny jako jego przemówienie (argumentację), zaś grupę docelową odbiorców jako audytorium.
Dokładny sposób wykorzystania metody zależny jest od tego, jaką retorykę badacz przyjmie za punkty wyjścia.
Może być to retoryka klasyczna, wyróżniająca trzy style przemawiania: deliberatywny, sądowy i demonstratywny, a także określająca trzy elementy warunkujące jakość wystąpienia: powagę mówcy, argumentację i reakcje emocjonalne słuchaczy. Istotna w kulturze hellenistycznej retoryka klasyczna pomocna jest w wyjaśnianiu wielu tekstów nowotestamentalnych.
Inny sposób przemawiania wywodzi się natomiast z semickiego kręgu kulturowego. Teksty symetryczne i paralelizmy ułatwiają badaczowi zrozumienie przesłania tekstu poprzez możliwość podziału go na mniejsze, korespondujące ze sobą części. Poszukiwanie odpowiedzi na te i podobne pytania stanowi sedno pracy osoby posługującej się analizą retoryczną.

#### Analiza narratywna
Ta metoda egzegetyczna przyjmuje, że tekst biblijny jest przede wszystkim historią, która jest opowiadana. 
Badacze mogą wziąć za punkt wyjścia zarówno starożytne modele narracyjne, jak również współczesne, uwzględniające nade wszystko semiotykę. Zwolennicy tej metody badają sposób opowiadania historii, wprowadzając pojęcia „autora domyślnego” (nie konkretnego pisarza, lecz obraz autora, jaki wyłania się podczas lektury) oraz „czytelnika domyślnego” (nie każdej osoby, która odbiera przesłanie, niezależnie od miejsca i czasu, lecz osobę, którą tekst „niejako zakłada albo sam kreuje” i która jest w stanie odebrać tekst identycznie jak ta, do której pierwotnie był skierowany). W myśl tej metody przeciwieństwem „autora domyślnego” jest „autor rzeczywisty”, zaś „czytelnika domyślnego” – „czytelnik rzeczywisty”. Celem tak prowadzonej egzegezy jest ułatwienie znalezienia się w pozycji „czytelnika domyślnego”. 
\W katolickiej opinii wyrażonej przez Papieską Komisję Biblijną, tekst stanowi odbicie świata opowiadanego, a przez to oddziałuje na odbiorcę i pozwala mu opowiedzieć się za konkretnymi wartościami.

#### Analiza semiotyczna
Metoda autorstwa F. de Saussure’a, powstała na początku XX w., wychodzi z założenia, że każdy język to system relacji. Metoda charakteryzuje się obecnością trzech nadrzędnych zasad:
1) zasada immanencji – stwierdza, że przedmiotem analizy jest cały tekst i tylko tekst, stanowiący całość znaczeniową;
2) zasada struktury sensu – stanowi, iż tylko dzięki zestawieniom, zwłaszcza różnic, pojawia się sens – system rozmaitych zależności jest poddawany analizie jako źródło sensu; 
3) zasada gramatyki tekstu – na niej opiera się każdy tekst, jako dzieło wyrażone w ludzkim języku posiadającym konkretne i znormalizowane reguły. 
Analiza semiotyczna bada tekst na trzech poziomach:
1) narracyjnym (ewolucja tekstu oraz czynniki wyzwalające kolejne etapy) – możliwe jest tu korzystanie w dorobku szkół Formgeschichte, Traditionsgeschichte oraz Redaktionsgeschichte),
2) dyskursywnym (badanie tzw. figur, a więc nade wszystko bohaterów),
3) logiczno-semantycznym (poszukiwanie głębszego sensu dzięki analizie językowej).
Metoda ta wykorzystywana jest przede wszystkim w wyjaśnianiu tekstów, które zaliczyć można do epiki (rzadziej tych należących do pozostałych rodzajów literackich.
Trzeba tu zwrócić uwagę na fakt, że ze względu na specyfikę metody, badacz wykonuje pracę nade wszystko filologiczną (w mniejszym stopniu teologiczną czy historyczną).

### Metoda kanoniczna
Jest to metoda możliwa do przyjęcia przede wszystkim przez egzegetów związanych z Kościołem katolickim.
Została opracowana w drugiej połowie XX w. w Stanach Zjednoczonych, celem umożliwienia prawidłowego dokonania teologicznej interpretacji Starego i Nowego Testamentu, traktowanych jako całość. Punkt wyjścia stanowi katolicka perspektywa wiary oraz potraktowanie Biblii jako normy wiary.
Metoda kanoniczna posiada swoje dwa warianty. Pierwszy odnosi się do tekstu kanonicznego (B. S. Childs), przez co wykazuje podobieństwa z analizą literacką. Drugi zajmuje się tzw. „procesem kanonicznym”, a więc historią powstawania tekstów uznanych ostatecznie za normatywne przez społeczność ludzi wierzących (J. A. Sanders). Ukazuje aktualizację pewnych tradycji w nowych uwarunkowaniach. Widać tu wyraźny związek z niemieckimi szkołami interpretacji Biblii.
Do wyzwań stawianych przed egzegetami posługującymi się metodą kanoniczną należy ustalenie, od jakiego momentu w historii tekstu można mówić o jego kanonicznym charakterze, a także pogodzenie różnic pomiędzy kanonami chrześcijańskim i żydowskim.
Na gruncie katolickim, metoda kanoniczna cieszyła się aprobatą papieża Benedykta XVI, który wskazał na konieczność prowadzenia „egzegezy kanonicznej”, uwzględniającej jedność Biblii chrześcijańskiej, jak również stosowania przez wiernych „analogii wiary”, jako warunku prawidłowego rozumienia sensu badanych ksiąg. Brak tych elementów mogłoby skutkować – zdaniem Benedykta XVI – rozwinięciem tzw. hermeneutyki pozytywistycznej.

### Metoda odwoływania się doantropologii kulturowej
Badacze posługujący się tą metodą interpretacji Biblii wykazują zainteresowanie etnografią (m.in. język, sztuka, legendy, mitologia, taniec). Antropologia kulturowa zajmuje się bowiem opisem różnych typów ludzi, z uwzględnieniem środowiska, w jakim żyją. Na ów opis składa się charakterystyka stylu życia, ale również systemu wartości, kontroli społecznej, religijności, koncepcji rodziny, postrzegania kobiety w społeczeństwie, sacrum-profanum, tematy tabu i wielu innych kwestii.
Metoda ta pomocna jest w analizie także tekstów biblijnych, ponieważ wyjaśnia chociażby kwestie specyficznie rozumianego pokrewieństwa, rolę wpływów agrarnych, koncepcję czasu w historii zbawienia a nawet teologiczny model królestwa Bożego.

### Podejście psychologiczne
Chociaż związek pomiędzy teologią a psychologią wydaje się bezsporny, otwartym pozostaje pytanie, w jakiej mierze i w jakich okolicznościach zdobycze psychologii mogą okazać się przydatne dla zrozumienia tekstu natchnionego.
Podejściu psychologicznemu egzegeza zawdzięcza nowe spojrzenie na kwestię symboli, których język umożliwia określenia aspektów przeżycia religijnego wymykających się tradycyjnej terminologii. 
Taki sposób interpretacji Biblii przyczynia się do lepszego zrozumienia roli konkretnych obrzędów w życiu człowieka i społeczności, obrazów-alegorii biblijnych i metaforycznego przesłania poszczególnych wydarzeń, a także stanów psychicznych osób opisywanych jako doświadczające widzeń i objawień.